# Nordanvindskär
Nordanvindskär is een eilandje in de Zweedse Kalixrivier. Het ronde eiland ligt ter hoogte van Risögrund en heeft geen oeververbinding. Het eiland heeft een oppervlakte van nog geen hectare.